# Kościerzyna (condado)
Nota linguística: Não confundir hrabstwo (condado) com powiat (divisão administrativa)..
Kościerzyna (em polonês/polaco: powiat kościerski) é um powiat (condado) da Polónia, na voivodia de Pomerânia. A sede é a cidade de Kościerzyna. Estende-se por uma área de 1 166 quilômetros, com 72 311 habitantes, segundo o censo de 2011.

## Divisões admistrativas
O condado possui:
Comunas urbanas: Kościerzyna
Comunas rurais: Dziemiany, Karsin, Kościerzyna, Liniewo, Lipusz, Nowa Karczma, Stara Kiszewa
Cidades: Kościerzyna

## Demografia
População (dados de 30 de Junho de 2005):
|          | Total   | Total | Mulheres | Mulheres | Homens  | Homens |
| -------- | ------- | ----- | -------- | -------- | ------- | ------ |
|          | pessoas | %     | pessoas  | %        | pessoas | %      |
| Total    | 66 591  | 100   | 33 545   | 50,4     | 33 046  | 49,6   |
| Cidades  | 23 116  | 100   | 11 935   | 51,6     | 11 181  | 48,4   |
| Povoados | 43 475  | 100   | 21 610   | 49,7     | 21 865  | 50,3   |